# 牧场黄耆
牧场黄耆（学名：Astragalus pastorius）为豆科黄芪属的植物，是中国的特有植物。分布在中国大陆的四川、云南等地，生长于海拔3,000米至3,400米的地区，一般生于江岸、草坡及路旁开阔牧场上，目前尚未由人工引种栽培。

## 异名
- Astragalus pastorius Tsai et Yu var. linearibracteatus K. T. Fu